# James Kipsang Kwambai
James Kipsang Kwambai (* 28. Februar 1983 im Marakwet District) ist ein kenianischer Marathonläufer.

## Sportlicher Werdegang
2002 stellte James Kipsang beim Rennen Marseille – Cassis einen Streckenrekord auf. Im Jahr darauf wurde er Dritter beim Berliner Halbmarathon. 2003 und 2004 siegte er beim Udine-Halbmarathon, 2005 bei Roma – Ostia und beim Bogotá-Halbmarathon.
2006 gewann er bei seinem Debüt über die 42,195-km-Distanz den Brescia-Marathon in 2:10:20 h. Beim Berlin-Marathon desselben Jahres war er als Tempomacher für Haile Gebrselassie unterwegs, und kurz danach gewann er den Peking-Marathon in 2:10:36 h.
Im Jahr darauf wurde er Zweiter beim Boston-Marathon und Fünfter beim New-York-City-Marathon. 2008 wurde er Zweiter bei Roma – Ostia, Achter in Boston, gewann den Virginia-Beach-Halbmarathon, wurde Zweiter beim Berlin-Marathon und triumphierte bei der 84. Austragung des Corrida Internacional de São Silvestre in der brasilianischen Stadt São Paulo.
2009 wurde er Zweiter des Rotterdam-Marathons, zeitgleich mit dem Sieger Duncan Kibet Kirong in 2:04:27 h. 
Zuvor war lediglich Haile Gebrselassie einen schnelleren Marathon gelaufen. Im Herbst wurde Kwambai Dritter beim Rotterdam-Halbmarathon, und zum Jahresabschluss verteidigte er seinen Titel bei der Corrida Internacional de São Silvestre.
2010 wurde er Fünfter in New York City, 2011 folgte einem sechsten Platz beim CPC Loop Den Haag ein Sieg beim JoongAng Seoul Marathon. 2012 wurde er Zweiter beim Seoul International Marathon.

## Persönliche Bestzeiten
- Halbmarathon: 59:09 min, 13. September 2009, Rotterdam
- Marathon: 2:04:27 h, 5. April 2009, Rotterdam